# Orosz–török háború (1806–12)
A Napóleon elleni koalícióban részt vevő Orosz Birodalomnak az európai hadszíntereken elszenvedett vereségét az Oszmán Birodalom arra kívánta felhasználni, hogy visszaállítsa a török hatalmat a Fekete-tenger térségében. 
A kezdeti hadműveletek után, röviddel a tilsiti béke megkötését követően a harcoló felek fegyverszünetet kötöttek 1807 nyarán. A hadműveletek 1809-ben indultak meg újból. 1811-ben a Kutuzov parancsnoksága alatt álló dunai orosz hadsereg súlyos csapást mért a török seregre. 1812-ben Napóleon Oroszország elleni hadjáratának kezdete előtt Kutuzov békét kötött a törökökkel. A bukaresti békében biztosította Oroszország déli határait.